# روبرت ص . كير
روبرت صموئيل كير (بالإنجليزية Robert Samuel Kerr) (بالإنجليزية: Robert S. Kerr) وهو سياسي أمريكي ينتمي إلى الحزب الديمقراطي ولد روبرت صموئيل كير في 11 أيلول من سنة 1896 في ولاية أوكلاهوما. كير درس القانون وشارك في الحرب العالمية الأولى برتبة ملازم ثاني في صنف المدفعية بالجيش الأمريكي. شغل كير في سنة 1943 منصب حاكم على ولاية أوكلاهوما واستمر كير في منصبه كحاكم على الولاية إلى سنة 1947 شغل بعدها كير عضوا في مجلس الشيوخ الأمريكي عن ولاية أوكلاهوما ما بين عامي 1949 إلى وفاته في 1 كانون الثاني من سنة 1963 في العاصمة واشنطن.

## روابط خارجية
- روبرت ص . كير على موقع الموسوعة البريطانية (الإنجليزية)
- روبرت ص . كير على موقع مونزينجر (الألمانية)
- روبرت ص . كير على موقع إن إن دي بي (الإنجليزية)